# Тур Жеводан Окситании (женский)
Тур Жеводан Окситании (фр. Tour du Gévaudan Occitanie) — женская шоссейная однодневная велогонка, проходившая по территории Франции с 2019 по 2020 год.

## История
В начале сезона 2019 года организаторы мужской гонки Тур Жеводан Окситании решили отказаться от её проведения и заменить её на две новые гонки — женскую элитную и мужскую юниорскую (U19). Дебютная гонка прошла в начале апреле 2019 года и была многодневной, состояв из двух этапов: вокруг озера Носсак и в Вальдонне. Но из-за снежной погоды победитель генеральной классификации определялся не по времени, а по очкам.
Перед началом сезона 2020 года было объявлено, что гонка вошла в календарь женского Кубка Франции как однодневная. Однако из-за пандемии COVID-19 она была перенесена с начала мая на конец сентября. В этот раз гонка была проведена в окрестностях Манда департамента Лозер.
С 2020 года стала проводиться женская юниорская (U19) гонка.

## Призёры
| Год  | Победитель      | Второй             | Третий         |
| ---- | --------------- | ------------------ | -------------- |
| 2019 | Арианна Фиданца | Манон Мино         | Аннабель Фишер |
| 2020 | Морган Костон   | Джулия ван Боховен | Ирис Саше      |